# Старое Исаково
Старое Исаково — село в Бугульминском районе Татарстана. Административный центр Староисаковского сельского поселения.

## География
Находится в юго-восточной части Татарстана на расстоянии приблизительно 11 км на юго-восток по прямой от районного центра города Бугульма.

## История
Основано во второй половине XVIII века, упоминалось также как Лисьи Горы.

## Население
Постоянных жителей было: в 1859 году — 176, в 1889—129, в 1897—188, в 1910—280, в 1920—187, в 1926 — 58, в 1938—218, в 1949—195, в 1958—124, в 1970—166, в 1979—212, в 1989—425, в 2002 году 424 (татары 55 %, русские 35 %), в 2010 году 401.

## Достопримечательности
Часовня Казанской иконы Божией Матери.